# Đại Mạo Sơn

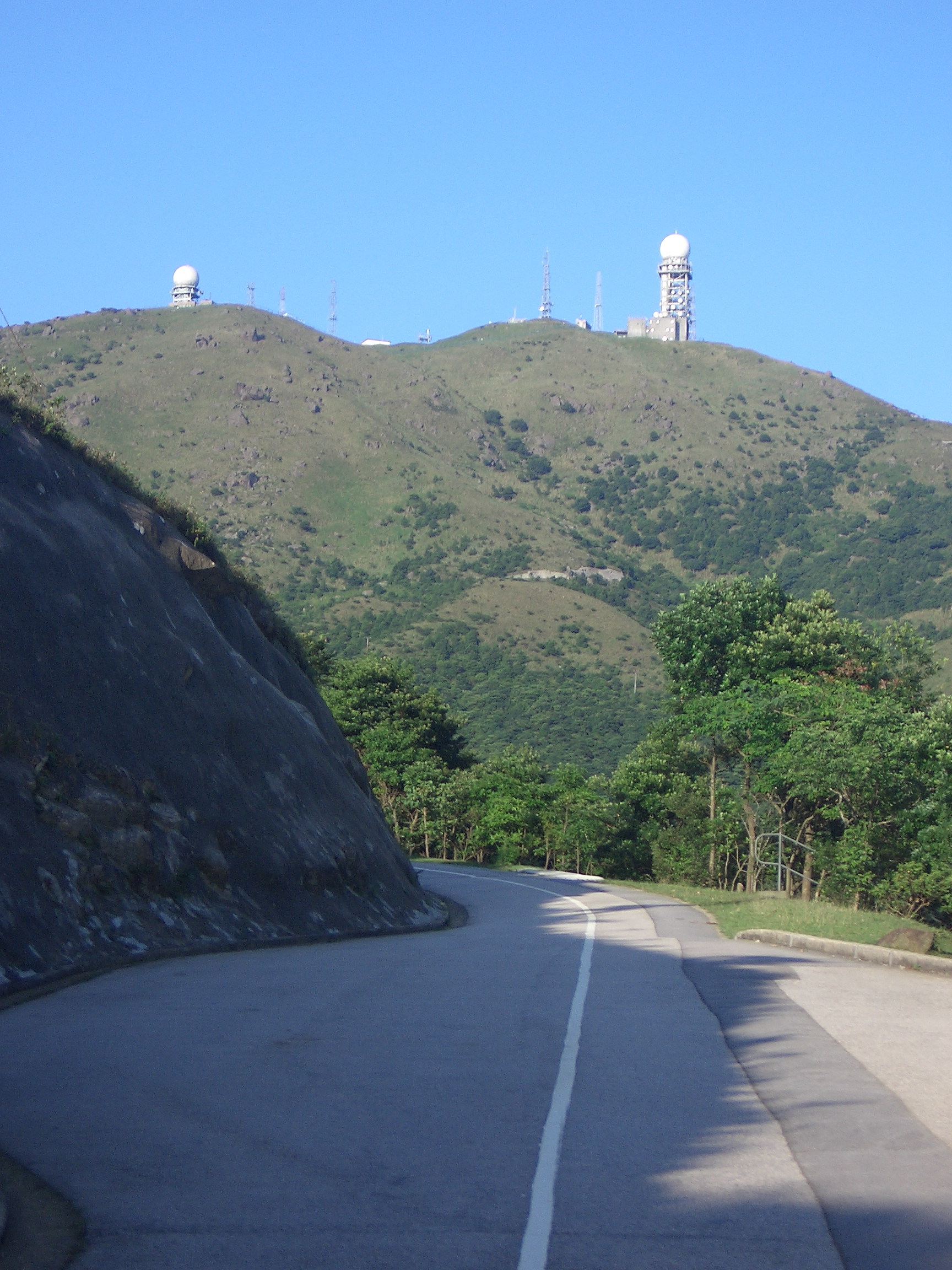
Đường Đại Mạo Sơn và đỉnh Đại Mạo Sơn ở đằng xa.

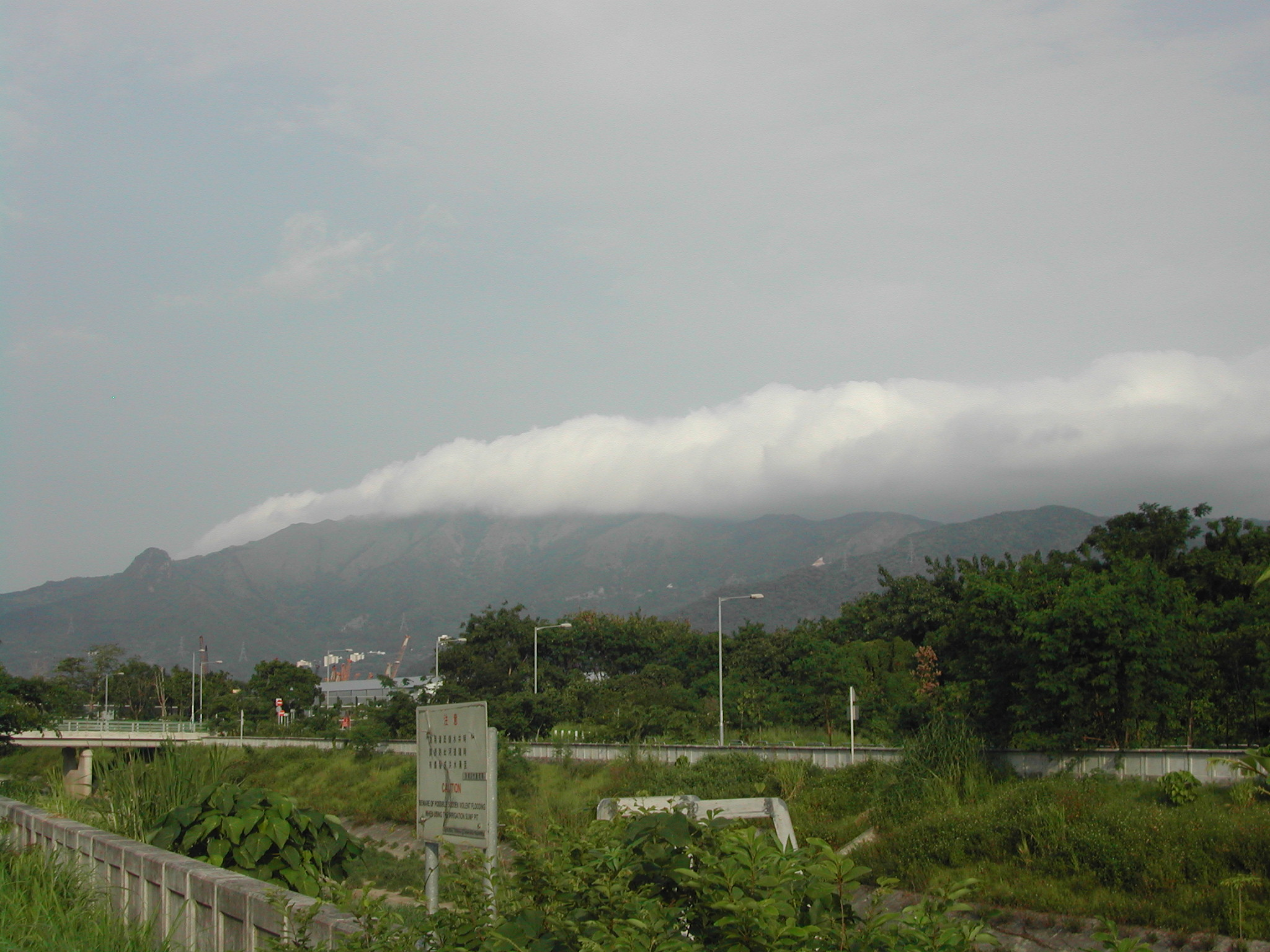
Sương mù trên đỉnh Đại Mạo Sơn.

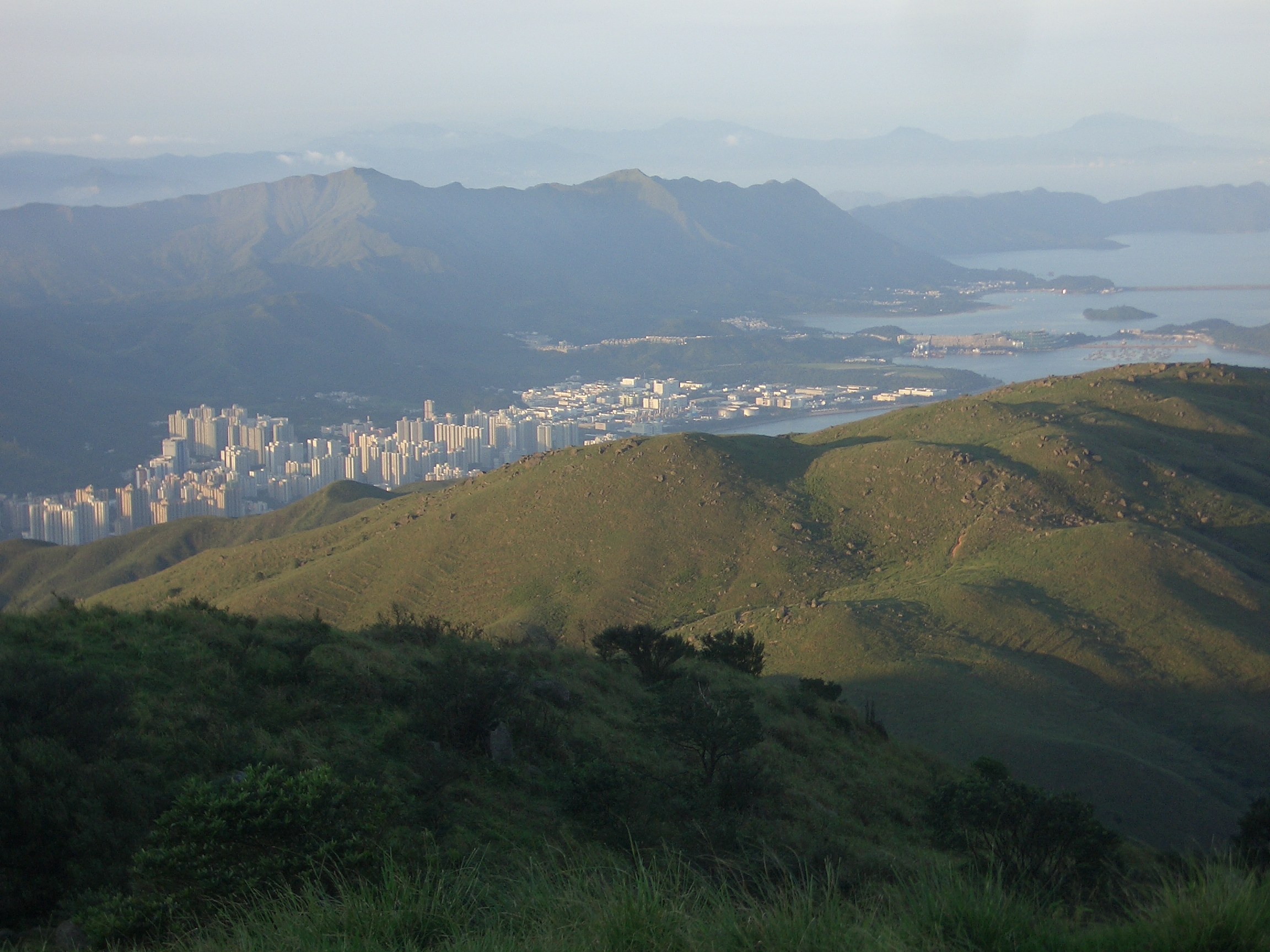
Đại Bộ nhìn từ đỉnh Đại Mạo Sơn. Đoạn 8 đường mòn MacLehose có thể thấy được từ đỉnh núi bên phải.

Đại Mạo Sơn (tiếng Trung: 大帽山; chuyển tự: Tai Mo Shan) là đỉnh núi cao nhất ở Hồng Kông, với độ cao 957 m. Đây cũng là đỉnh núi ven biển cao nhất vùng Hoa Nam và là đỉnh núi ven biển cao thứ hai ở Trung Quốc sau đỉnh Lao Sơn và nằm ở khoảng trung tâm địa lý của vùng Tân Giới.
Vườn thôn dã Đại Mạo Sơn có diện tích 14,40 km² bọc xung quanh Đại Mạo Sơn. Nó nằm ở phía bắc của Vườn thôn dã Đại Lãm. Chú ý là có thác Long dài 35 mét, thác nước cao nhất ở Hồng Kông.

## Địa lý
Toàn bộ dãy núi Đại Mạo Sơn, được gọi là núi Quan Phú (官富山, Guang Fu) được đặt tên theo tên ruộng muối Quan Phú Trường (官富場, Kwun Fu Cheung) ở vịnh Cửu Long ngày nay) trong các triều đại nhà Minh và nhà Thanh, bao phủ trên 350 km vuông và trải dài từ hồ chứa nước Đại Lãm Dũng ở phía tây gần Đồn Môn và Mã An Sơn ở phía đông và các ngọn núi của Cửu Long và vịnh Thanh Thủy ở phía nam. Hai đỉnh núi ven biển quan trọng khác là đỉnh Lantau (934 m) trên đảo Lantau và núi Ngô Đồng ở Thâm Quyến (943,7 m) cách đó khoảng 27 km về phía tây nam và 21,5 km về hướng đông bắc.

## Địa chất
Là một núi lửa cũ, đã ngưng hoạt động, Đại Mạo Sơn bao gồm đá núi lửa từ kỷ Jura. Ngày nay, một ngọn đồi nhỏ thuộc Đại Mạo Sơn, được gọi là"Quan Âm Sơn", vẫn thông không khí ấm qua các vết nứt trên đá dẫn đến lớp phủ. Các lỗ tỏa ra không khí nóng được gọi là"chậu nóng". Khi nhiệt độ bề mặt lạnh, và sức nóng của không khí thoát ra là rõ ràng, hiện tượng này được người dân gọi là"hơi thở của rồng". Nếu nhiệt độ không khí tại đỉnh là 6 độ C thì nhiệt độ không khí từ bên trong Quan Âm Sơn nằm ở đâu đó giữa 13 và 21 độ C. Những"chậu nóng"này giờ đây chỉ là những tàn tích của những lỗ thông hơi nước nóng quá mức của núi lửa trong quá khứ. Các đá núi lửa chủ yếu là tro thô của đá túp kết tinh.

## Khí hậu
Theo Phân loại khí hậu Köppen, Đại Mạo Sơn có Khí hậu cận nhiệt đới ẩm (Cwa), giáp với khí hậu cao nguyên cận nhiệt đới (Cwb). Do chiều cao của núi, Đại Mạo Sơn được cho là khu vực sương mù nhất của Hồng Kông, vì nó thường được bao phủ các bởi đám mây. Vào mùa hè, nó thường xuyên được che phủ bởi các đám mây tích, đặc biệt là vào những ngày mưa, vào mùa đông đám mây tầng và sương mù thường bao phủ đỉnh. Không phải là không phổ biến khi nhiệt độ giảm xuống dưới điểm đóng băng vào mùa đông.
| Dữ liệu khí hậu của Đại Mạo Sơn (1997–2016) | Dữ liệu khí hậu của Đại Mạo Sơn (1997–2016) | Dữ liệu khí hậu của Đại Mạo Sơn (1997–2016) | Dữ liệu khí hậu của Đại Mạo Sơn (1997–2016) | Dữ liệu khí hậu của Đại Mạo Sơn (1997–2016) | Dữ liệu khí hậu của Đại Mạo Sơn (1997–2016) | Dữ liệu khí hậu của Đại Mạo Sơn (1997–2016) | Dữ liệu khí hậu của Đại Mạo Sơn (1997–2016) | Dữ liệu khí hậu của Đại Mạo Sơn (1997–2016) | Dữ liệu khí hậu của Đại Mạo Sơn (1997–2016) | Dữ liệu khí hậu của Đại Mạo Sơn (1997–2016) | Dữ liệu khí hậu của Đại Mạo Sơn (1997–2016) | Dữ liệu khí hậu của Đại Mạo Sơn (1997–2016) | Dữ liệu khí hậu của Đại Mạo Sơn (1997–2016) |
| Tháng                                       | 1                                           | 2                                           | 3                                           | 4                                           | 5                                           | 6                                           | 7                                           | 8                                           | 9                                           | 10                                          | 11                                          | 12                                          | Năm                                         |
| ------------------------------------------- | ------------------------------------------- | ------------------------------------------- | ------------------------------------------- | ------------------------------------------- | ------------------------------------------- | ------------------------------------------- | ------------------------------------------- | ------------------------------------------- | ------------------------------------------- | ------------------------------------------- | ------------------------------------------- | ------------------------------------------- | ------------------------------------------- |
| Cao kỉ lục °C (°F)                          | 21.5 (70.7)                                 | 23.2 (73.8)                                 | 24.2 (75.6)                                 | 27.4 (81.3)                                 | 28.8 (83.8)                                 | 28.9 (84.0)                                 | 28.8 (83.8)                                 | 29.4 (84.9)                                 | 28.0 (82.4)                                 | 26.6 (79.9)                                 | 25.2 (77.4)                                 | 23.7 (74.7)                                 | 29.4 (84.9)                                 |
| Trung bình ngày tối đa °C (°F)              | 13.7 (56.7)                                 | 15.0 (59.0)                                 | 16.9 (62.4)                                 | 19.8 (67.6)                                 | 22.1 (71.8)                                 | 23.5 (74.3)                                 | 24.3 (75.7)                                 | 24.6 (76.3)                                 | 23.6 (74.5)                                 | 21.3 (70.3)                                 | 18.2 (64.8)                                 | 14.7 (58.5)                                 | 19.8 (67.6)                                 |
| Trung bình ngày °C (°F)                     | 10.4 (50.7)                                 | 11.8 (53.2)                                 | 14.1 (57.4)                                 | 17.4 (63.3)                                 | 20.0 (68.0)                                 | 21.6 (70.9)                                 | 22.2 (72.0)                                 | 22.2 (72.0)                                 | 21.0 (69.8)                                 | 18.5 (65.3)                                 | 15.3 (59.5)                                 | 11.4 (52.5)                                 | 17.2 (63.0)                                 |
| Tối thiểu trung bình ngày °C (°F)           | 7.7 (45.9)                                  | 9.2 (48.6)                                  | 11.7 (53.1)                                 | 15.3 (59.5)                                 | 18.2 (64.8)                                 | 20.0 (68.0)                                 | 20.4 (68.7)                                 | 20.4 (68.7)                                 | 19.3 (66.7)                                 | 16.6 (61.9)                                 | 13.0 (55.4)                                 | 8.8 (47.8)                                  | 15.1 (59.2)                                 |
| Thấp kỉ lục °C (°F)                         | −6.0 (21.2)                                 | −1.8 (28.8)                                 | −2.0 (28.4)                                 | 5.6 (42.1)                                  | 9.3 (48.7)                                  | 14.0 (57.2)                                 | 16.8 (62.2)                                 | 18.1 (64.6)                                 | 13.3 (55.9)                                 | 5.7 (42.3)                                  | −0.3 (31.5)                                 | −3.3 (26.1)                                 | −6.0 (21.2)                                 |
| Lượng Giáng thủy trung bình mm (inches)     | 43.1 (1.70)                                 | 41.7 (1.64)                                 | 86.4 (3.40)                                 | 161.6 (6.36)                                | 358.7 (14.12)                               | 507.7 (19.99)                               | 406.7 (16.01)                               | 371.6 (14.63)                               | 289.0 (11.38)                               | 99.8 (3.93)                                 | 36.8 (1.45)                                 | 28.2 (1.11)                                 | 2.431,3 (95.72)                             |
| Số ngày mưa trung bình (≥ 0.5 mm)           | 12.0                                        | 14.5                                        | 18.3                                        | 20.9                                        | 23.0                                        | 23.4                                        | 22.9                                        | 18.9                                        | 17.2                                        | 12.5                                        | 10.4                                        | 8.5                                         | 202.5                                       |
| Độ ẩm tương đối trung bình (%)              | 83                                          | 89                                          | 91                                          | 93                                          | 95                                          | 96                                          | 95                                          | 93                                          | 91                                          | 88                                          | 84                                          | 78                                          | 89                                          |
| Nguồn: Đài thiên văn Hồng Kông              |                                             |                                             |                                             |                                             |                                             |                                             |                                             |                                             |                                             |                                             |                                             |                                             |                                             |

## Thực vật
Ở phía đông nam Đại Mạo Sơn có rừng rậm. Do điều kiện khí hậu nên cây gỗ chỉ phát triển tới độ cao 500m. Trên độ cao này thì cây bụi và cây thân thảo là chủ yếu.
Trong quá khứ, Đại Mạo Sơn nổi tiếng về một loại trà xanh, được gọi là trà sương mù hoặc trà mây, mọc hoang dã ở sườn núi. Thỉnh thoảng có thể nhìn thấy người dân địa phương lấy chè để pha trà xanh.
Hơn 1.500 loài thực vật đã được ghi nhận ở Đại Mạo Sơn, bao gồm 27 loài lan hoang dã bản địa, hoa loa kèn hoang dã (Lilium brownii) được bảo vệ, loài này chủ yếu mọc ở phía đông của núi, 24 loài dương xỉ bản địa bao gồm cả các loài dương xỉ mộc, trong đó tổng cộng chỉ có 4 loài dương xỉ mộc trên toàn bộ núi, 19 loài cỏ bản địa, và 7 loài tre trúc bản địa. Camellia sinensis var. waldenae (trước đây là Camellia waldenae) cũng được tìm thấy trên núi.
Một số loại lan hoang dã cũng phát triển trong các dòng suối của Đại Mạo Sơn, bao gồm lan tục đoạn, loại lan phổ biến nhất ở Hồng Kông và lan trúc lá tre, được gọi như vậy là bởi vì thân cây trông giống như tre, cũng phát triển bên suối của Đại Mạo Sơn. Một số loài thực vật nguyên sinh Hồng Kông như cát lượng hồng trà (Camellia granthamiana), lan kim tuyến Hồng Kông (Anoectochilus roxburghii) hay dẻ tùng sọc trắng (Amentotaxus argotaenia) cũng có ở đây.
Trong thời kỳ Nhật Bản chiếm đóng Hồng Kông trong Chiến tranh thế giới II, hầu hết các cây cối trong vườn đã bị chặt hạ và việc tái trồng rừng đã được thực hiện sau chiến tranh. Cây cối được trồng hầu hết không có nguồn gốc tự nhiên như Pinus massoniana, Acacia confusa, Lophostemon confertus, và tràm lá dài (Melaleuca leucadendra). Khu vực này đã trở thành một trong những khu đồn điền trồng rừng chính ở Hồng Kông.

## Động vật hoang dã
Động vật hoang dã địa phương bao gồm chim, rắn, rùa đầu to, bướm, đom đóm. Ngoài ra còn có cua nước ngọt, chó hoang, mèo hoang, bò và heo rừng.